# Intasat
Az Intasat az első spanyol, ionoszféra-kutató műhold. Egy hordozórakétával három műholdat állítottak pályára.

## Küldetés
Feladata volt tesztelni az űreszköz technológiáját (napelemek, akkumulátorok öregedése), illetve műszereinek mikrogravitációs környezetben való működését.

## Jellemzői
Gyártó és üzemeltető a spanyol INTA (Instituto Nacional de Tecnica Aeroespacial). Társműholdak: NOAA–4 (National Oceanic and Atmospheric Administration) és az Oscar–7 (Orbiting Satellite Carrying Amateur Radio). Adatforgalmát a NASA–GSFC rendszere kísérte figyelemmel.
Megnevezései: Intasat (Inta Satellite) COSPAR: 1974-089C; Kódszáma: 7531.
1974. november 15-én a Vandenberg légitámaszpontról, az LC–2W (LC–Launch Complex) jelű indítóállványról egy Delta 2310 (592/D104) hordozórakétával állították alacsony Föld körüli pályára (LEO = Low-Earth Orbit). Az orbitális pályája 114,90 perces, 102 fokos hajlásszögű, geocentrikus pálya perigeuma 1442 kilométer, az apogeuma 1459 kilométer volt.
Forgás stabilizált, mágnesesen tájolt űreszköz. Formája 12 oldalú prizma, magassága 41, átmérője 44,2 centiméter, tömege 20 kilogramm. Jelző antennája 175 centiméter hosszú. Négy darab, telemetriás antennája 49 centiméter. Az űreszköz felületét napelemek borították, éjszakai (földárnyék) energiaellátását 12 darab nikkel-kadmium akkumulátor biztosította (16 V). Adatszolgáltatását 40 földi vevőállomás rögzítette, illetve feldolgozását végezte.